# .neon
.neon è il secondo album in studio del gruppo musicale Lantlôs, pubblicato nel 2010 dalla Lupus Lounge.

## Tracce
1. Minusmensch – 7:49
2. These Nights Were Ours – 4:41
3. Pulse / Surreal – 8:21
4. Neige de Mars – 5:01
5. Coma – 6:07
6. Neon – 7:42

## Formazione
- Neige - voce
- Herbst - chitarra, basso, batteria, testi